# Tibro pastorat
Tibro pastorat är ett pastorat i Billings kontrakt i Skara stift, omfattande hela Tibro kommun.
Pastoratet bildades 2002 och omfattar sedan dess:
- Ransbergs församling
- Tibro församling

Pastoratskod är 031109.

## Series pastorum
Sami Kaukonenn